# Гурський Олексій Георгійович
Олексій Георгійович Гурський (16 квітня 1921—2018) — радянський господарський, державний і політичний діяч.
Народився в 1921 році на станції Веселий Кут. Член КПРС з 1942 року.
Учасник Німецько-радянської війни. З 1949 року — на господарській, суспільній та політичній роботі. У 1949—2010 роках — начальник Котовського паровозного відділення, головний інженер, начальник теплоелектростанції в Котовську, директор Котовського електромережевого району «Одессаенерго», голова Котовського райвиконкому, секретар промислово-виробничого комітету Компартії України Котовського району, перший секретар Ізмаїльського міськкому Компартії України, голова Одеської обласної ради профспілок, голова Одеської обласної ради організації ветеранів.
Делегат XXIII та XXIV з'їздів КПРС.
Почесний громадянин міст Одеси та Ізмаїла.
Помер в Одесі 2 вересня 2018 року.